# ياسفومي نيشيمورا
ياسفومي نيشيمورا (باليابانية: 西村 恭史) (مواليد 4 نوفمبر 1999) هو لاعب كرة قدم ياباني.

## وصلات خارجية
- ياسفومي نيشيمورا على موقع رابطة كرة القدم اليابانية للمحترفين (اليابانية)
- ياسفومي نيشيمورا على موقع قاعدة بيانات كرة القدم.إي يو (الإنجليزية)
- ياسفومي نيشيمورا على موقع Soccerway.com (الإنجليزية)
- ياسفومي نيشيمورا على موقع عالم كرة القدم.نت (الإنجليزية)